# Polyzoa translucida
Polyzoa translucida är en sjöpungsart som beskrevs av Friedrich Ritter och William Forsyth 1917. Polyzoa translucida ingår i släktet Polyzoa och familjen Styelidae. Inga underarter finns listade i Catalogue of Life.